# Cratera de Mistastin
A cratera de Mistastin é uma cratera de impacto na província do Labrador, Canadá.

## Descrição
Esta cratera que resulta do impacto de um meteorito, apresenta-se com forma mais ou menos circular e ocorreu no Eoceno, há cerca de 36,4 milhões de anos, tem o seu centro ocupado por um lago de água doce, o lago Mistastin, que ocupa uma área de 16 km (9,9 milhas) de diâmetro, enquanto o diâmetro estimado da cratera original é de 28 km (17 milhas).
Na parte central do lago encontra-se uma ilha que geologicamente falando pode ser interpretada como sendo o núcleo central da estrutura complexa da cratera. 
As rochas-alvo são parte de um batólito composto por adamelito, mangerite e lentes de anortosito. Nas áreas em redor do lago são ainda de referir a existência de abundantes rochas metamórficas resultantes do choque do meteorito com a crosta terrestre.  
São ainda de referir que nas áreas circundantes ao lago encontram-se abundantes formações de vidro, pedras diapléticas de derretimento e cones quebrados.